# Dúngal mac Fergaile
Dúngal mac Fergaile (parfois nommé Dúnlang mac Fergaile) est  roi d'Osraige de 802 jusqu'à sa mort en 842,.

## Origine
Dúngal mac Fergaile est issu de l'ancien lignage du royaume d'Osraige nommé le Dál Birn, qui revendiquait descendre d'
Óenghus Osrithe le premier roi d'Osraige par l’intermédiaire de son successeur  Loegaire Birn Buadach, du IIe siècle,

## Règne
Le roi Dúngal accède au trône d'Osraige après la mort de son père le roi Fergal mac Anmcaid à une époque critique de l'histoire au début des attaques des Vikings en Irlande. Néanmoins avec le long règne de Dúngal mac Fergaile débute une longue période de succession royale régulière et de stabilité politique pour son royaume.

## Postérité
Il est également remarquable comme étant le père de deux autres rois d'Osraige; 
- Cerball mac Dúnlainge, son successeur dont les exploits sont relevés par les Annales fragmentaires d'Irlande et
- Riacán mac Dúnlainge;

Comme également de leur sœur la princesse :
- Land ingen Dúngaile (en), épouse de l'Ard ri Erenn Mael Seachnaill Ier mac Mael Ruanaid[8].